# 大西町 (尼崎市)

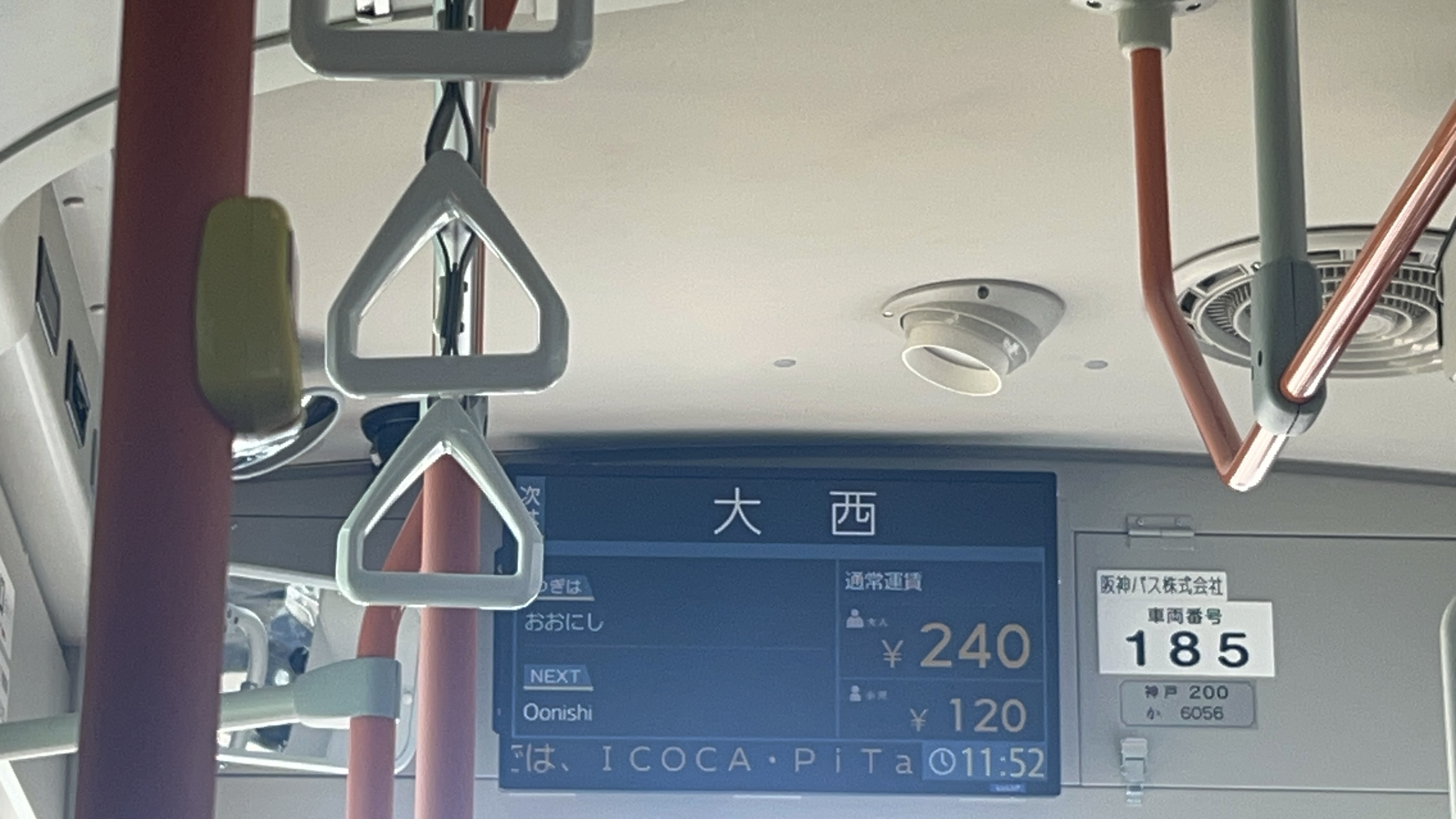
阪神バス大西停留所案内

大西町（おおにしちょう）は、兵庫県尼崎市にある町丁。1丁目から3丁目まである。郵便番号は661-0023。座標: 北緯34度44分36.016秒 東経135度24分19.810秒 / 北緯34.74333778度 東経135.40550278度

## 地理
東は名神町、西は立花町、南は三反田町、北は栗山町と隣接している。

## 交通

### 鉄道
鉄道は走っていない。

### バス
| 路線番号 | 業者     | 起点     | 町内の停留所             | 終点     |
| -------- | -------- | -------- | ------------------------ | -------- |
| 31       | 阪神バス | 阪急塚口 | (栗山町)-大西-(三反田町) | 阪神尼崎 |

## 校区
出典:
| 丁目 | 区域 | 小学校       | 中学校     |
| ---- | ---- | ------------ | ---------- |
| 1    | 全域 | 立花南小学校 | 立花中学校 |
| 2    | 全域 | 立花南小学校 | 立花中学校 |
| 3    | 全域 | 立花南小学校 | 立花中学校 |

## 施設

### 1丁目
- 大西町1丁目子ども広場

### 2丁目
- 大西彦田子ども広場

### 3丁目
- 大西町３丁目公園
- 大西町3丁目第2子ども広場
- 大西新町公園
- ライフ尼崎大西店